# Михальчишин, Юрий Адрианович
Ю́рий Адриа́нович Михальчи́шин (укр. Юрій Адріянович Михальчишин; род. 14 ноября 1982, Львов, УССР, СССР) — украинский политический и общественный деятель ультраправого толка, кандидат политических наук, депутат Львовского городского совета от Всеукраинского объединения «Свобода», с декабря 2012 по ноябрь 2014 — народный депутат Украины (фракция ВО «Свобода»). Автор книги «Контрразведка в Украине от УНР до сегодняшнего дня». В 2014—2016 годах был сотрудником Службы безопасности Украины.

## Биография
Отец — Адриан Богданович Михальчишин, украинский и словенский шахматист, гроссмейстер (1978) и тренер. Дед по материнской — Григорий Павлович Матвейко, руководил Львовским областным управлением сельского хозяйства, а при первом секретаре Львовского обкома КПСС В. Ф. Добрике возглавлял сельскохозяйственный отдел обкома. Один из прадедов — священник Украинской греко-католической церкви, настоятель храма в посёлке Лабова; другой — деятель УПА в Холодном Яру. Брат Богдана Михальчишина служил в 14-й ваффен-гренадерской дивизии СС «Галиция».
Родился во Львове. В 1989 году поступил в среднюю школу № 80 с углубленным изучением испанского языка, а в 1996 году перевёлся в Львовскую украинскую частную гимназию, которую окончил в 2000 году. В 2005 году окончил философский факультет Львовского национального университета имени Ивана Франко, получив диплом магистра политологии с отличием.
С июля 2000 года занимал должность политического обозревателя журнала «За свободную Украину плюс». В 2009 году там же защитил кандидатскую диссертацию «Трансформация политического движения в массовую политическую партию нового типа на примере NSDAP и PNF (сравнительный анализ)» по специальности «Политические институты и процессы». С июля 2009 года работает старшим научным сотрудником Национального университета «Львовская политехника». В 2010 году опубликовал публицистический сборник «Ватра. Версия 1.0», содержащий статьи самого Михальчишина, «азбуку национал-социалиста» Геббельса, Программу NSDAP, статьи Эрнста Рёма, Альфреда Розенберга и т.д.
В 2010 году принимал участие в выборах городского головы Львова, по результатам которых занял третье место.
В 2012 году становится народным депутатом Украины от партии ВО "Свобода", проходит в Раду по округу №118.

### Евромайдан
24 ноября 2013 года на Евромайдане во Львове где собралось около 10 тысяч человек народный депутат от ВО «Свобода» Юрий Михальчишин блокировал сцену и обозвал студентов «сопляками», после того как они не дали ему выступить..
В 2014—2016 годах был сотрудником Службы безопасности Украины, проходил службу в отдельном отряде специального назначения Национальной гвардии Украины «Азов». В 2021 году выпустил книгу «Контрразведка на Украине от УНР до сегодняшнего дня».

## Политические убеждения
Входил в состав Всеукраинского объединения «Свобода», был заместитель председателя Львовской областной организации ВО «Свобода» по вопросам политического образования. В 2014 году вышел из состава партии из-за разногласий с руководством на предвыборную кампанию.
Михальчишин открыто и недвусмысленно заявляет о своих политических целях и убеждениях. Большой резонанс произвело его выступление на внеочередной сессии Львовского облсовета 13 января 2011 года, состоявшейся у памятника Степану Бандере во Львове:
Мне кажется, что мы ещё не одну такую сессию проведём — здесь во Львове, проведём такую сессию в Киеве, и мне ещё кажется, что будет день, когда мы такую сессию проведём на улицах Донецка! Наша бандеровская армия перейдёт Днепр, перейдёт Донецк и выбросит ту синежопую банду, которая сегодня узурпировала власть, из Украины!
После того, как высказывание Михальчишина получило широкую огласку в СМИ, лидер ВО «Свобода» Олег Тягнибок счёл нужным раскрыть верный, по его мнению, смысл его слов:
Сказанное Михальчишиным в его пафосной речи, очевидно, сводилось к следующему: сегодня эта власть хочет лишить значительную часть Украины права узнать правду, каким было бандеровское движение, за что они воевали, против кого они воевали, какие действия они совершали.

1 января 2013 года на митинге во Львове, посвящённом очередной годовщине со дня рождения Степана Бандеры, Михальчишин заявил: 
Хорошо знаем, в каком государстве мы живем сегодня — это оккупированное государство, и каждый год мы это осознаем очень остро и ярко именно 1 января. Вокруг нас плетут паутину русского мира, а мы в противовес им будем строить Бандерштат — духовную крепость украинской нации в наших сердцах, в наших мыслях и в наших делах, в светлых и ясных действиях протеста, борьбы, мобилизации.
Украинский журналист и политический обозреватель Александр Чаленко после «тесного общения» с Михальчишиным назвал его «обычным интеллигентным и даже стеснительным мальчиком, который верит в то, что он бандеровец» и которому просто некому «надавать по попе, чтобы разубедить его в том, что он бандеровец».
Народный депутат Украины А. Фельдман отмечал, что Михальчишин «открыто провозглашает лозунги, которые во всем мире могут быть расценены как неофашистские».
29 апреля 2013 года по случаю 70-летия создания дивизии СС «Галичина» Михальчишин был награждён юбилейной медалью «СС-Галичина».
По мнению некоторых журналистов, Михальчишин является одним из наиболее одиозных лидеров своей партии.

## Награды
- Наградное оружие — пистолет «Форт-17» (11 июня 2014)[17].

## Семья
Сам Михальчишин не женат, детей не имеет.
- Отец — Адриан Богданович Михальчишин (род. 1954) — украинский и словенский шахматист, гроссмейстер (1978), с 2009 года — председатель тренерской комиссии ФИДЕ.
- Мать — Светлана Георгиевна Михальчишина (род. 1958).
- Сестра — Ольга Андриановна Михальчишина (род. 1988).